# Llista d'asteroides/105601–105700
| Nom                  | Designació provisional | Data de descobriment | Lloc de descobriment | Descobridor/s                |
| -------------------- | ---------------------- | -------------------- | -------------------- | ---------------------------- |
| 105601 -             | 2000 RZ91              | 3 de setembre, 2000  | Socorro              | LINEAR                       |
| 105602 -             | 2000 RL93              | 4 de setembre, 2000  | Anderson Mesa        | LONEOS                       |
| 105603 -             | 2000 RS93              | 4 de setembre, 2000  | Anderson Mesa        | LONEOS                       |
| 105604 -             | 2000 RR94              | 4 de setembre, 2000  | Anderson Mesa        | LONEOS                       |
| 105605 -             | 2000 RJ95              | 4 de setembre, 2000  | Anderson Mesa        | LONEOS                       |
| 105606 -             | 2000 RV95              | 4 de setembre, 2000  | Anderson Mesa        | LONEOS                       |
| 105607 -             | 2000 RY95              | 4 de setembre, 2000  | Anderson Mesa        | LONEOS                       |
| 105608 -             | 2000 RY96              | 5 de setembre, 2000  | Anderson Mesa        | LONEOS                       |
| 105609 -             | 2000 RB98              | 5 de setembre, 2000  | Anderson Mesa        | LONEOS                       |
| 105610 -             | 2000 RG98              | 5 de setembre, 2000  | Anderson Mesa        | LONEOS                       |
| 105611 -             | 2000 RL98              | 5 de setembre, 2000  | Anderson Mesa        | LONEOS                       |
| 105612 -             | 2000 RT99              | 5 de setembre, 2000  | Anderson Mesa        | LONEOS                       |
| 105613 Odedaharonson | 2000 RX100             | 5 de setembre, 2000  | Anderson Mesa        | LONEOS                       |
| 105614 -             | 2000 RT101             | 5 de setembre, 2000  | Anderson Mesa        | LONEOS                       |
| 105615 -             | 2000 RX101             | 5 de setembre, 2000  | Anderson Mesa        | LONEOS                       |
| 105616 -             | 2000 RF102             | 5 de setembre, 2000  | Anderson Mesa        | LONEOS                       |
| 105617 -             | 2000 RJ102             | 5 de setembre, 2000  | Anderson Mesa        | LONEOS                       |
| 105618 -             | 2000 RX102             | 5 de setembre, 2000  | Anderson Mesa        | LONEOS                       |
| 105619 -             | 2000 RA104             | 6 de setembre, 2000  | Socorro              | LINEAR                       |
| 105620 -             | 2000 RE104             | 6 de setembre, 2000  | Socorro              | LINEAR                       |
| 105621 -             | 2000 RG105             | 7 de setembre, 2000  | Socorro              | LINEAR                       |
| 105622 -             | 2000 RK105             | 7 de setembre, 2000  | Socorro              | LINEAR                       |
| 105623 -             | 2000 SN1               | 18 de setembre, 2000 | Socorro              | LINEAR                       |
| 105624 -             | 2000 ST3               | 20 de setembre, 2000 | Socorro              | LINEAR                       |
| 105625 -             | 2000 SG4               | 21 de setembre, 2000 | Haleakala            | NEAT                         |
| 105626 -             | 2000 SW4               | 20 de setembre, 2000 | Socorro              | LINEAR                       |
| 105627 -             | 2000 SY4               | 20 de setembre, 2000 | Socorro              | LINEAR                       |
| 105628 -             | 2000 SG5               | 22 de setembre, 2000 | Socorro              | LINEAR                       |
| 105629 -             | 2000 SS5               | 22 de setembre, 2000 | Socorro              | LINEAR                       |
| 105630 -             | 2000 SZ5               | 20 de setembre, 2000 | Socorro              | LINEAR                       |
| 105631 -             | 2000 SU7               | 22 de setembre, 2000 | Kitt Peak            | Spacewatch                   |
| 105632 -             | 2000 SQ8               | 22 de setembre, 2000 | Prescott             | P. G. Comba                  |
| 105633 -             | 2000 SZ9               | 23 de setembre, 2000 | Socorro              | LINEAR                       |
| 105634 -             | 2000 SX12              | 21 de setembre, 2000 | Socorro              | LINEAR                       |
| 105635 -             | 2000 SN13              | 21 de setembre, 2000 | Socorro              | LINEAR                       |
| 105636 -             | 2000 ST13              | 21 de setembre, 2000 | Socorro              | LINEAR                       |
| 105637 -             | 2000 SC14              | 23 de setembre, 2000 | Socorro              | LINEAR                       |
| 105638 -             | 2000 SK14              | 23 de setembre, 2000 | Socorro              | LINEAR                       |
| 105639 -             | 2000 SL15              | 23 de setembre, 2000 | Socorro              | LINEAR                       |
| 105640 -             | 2000 SP15              | 23 de setembre, 2000 | Socorro              | LINEAR                       |
| 105641 -             | 2000 SH17              | 23 de setembre, 2000 | Socorro              | LINEAR                       |
| 105642 -             | 2000 SJ17              | 23 de setembre, 2000 | Socorro              | LINEAR                       |
| 105643 -             | 2000 SF18              | 23 de setembre, 2000 | Socorro              | LINEAR                       |
| 105644 -             | 2000 SY19              | 23 de setembre, 2000 | Socorro              | LINEAR                       |
| 105645 -             | 2000 SQ20              | 23 de setembre, 2000 | Socorro              | LINEAR                       |
| 105646 -             | 2000 SL21              | 24 de setembre, 2000 | Socorro              | LINEAR                       |
| 105647 -             | 2000 SL22              | 20 de setembre, 2000 | Haleakala            | NEAT                         |
| 105648 -             | 2000 SA23              | 25 de setembre, 2000 | Višnjan Observatory  | K. Korlević                  |
| 105649 -             | 2000 SQ23              | 20 de setembre, 2000 | Cordell-Lorenz       | D. T. Durig, A. D. McDermott |
| 105650 -             | 2000 SU23              | 22 de setembre, 2000 | Socorro              | LINEAR                       |
| 105651 -             | 2000 SF24              | 24 de setembre, 2000 | Socorro              | LINEAR                       |
| 105652 -             | 2000 SU24              | 26 de setembre, 2000 | Bisei SG Center      | BATTeRS                      |
| 105653 -             | 2000 SA26              | 23 de setembre, 2000 | Socorro              | LINEAR                       |
| 105654 -             | 2000 SX26              | 23 de setembre, 2000 | Socorro              | LINEAR                       |
| 105655 -             | 2000 ST27              | 23 de setembre, 2000 | Socorro              | LINEAR                       |
| 105656 -             | 2000 SA28              | 23 de setembre, 2000 | Socorro              | LINEAR                       |
| 105657 -             | 2000 SL28              | 23 de setembre, 2000 | Socorro              | LINEAR                       |
| 105658 -             | 2000 SF29              | 24 de setembre, 2000 | Socorro              | LINEAR                       |
| 105659 -             | 2000 SV31              | 24 de setembre, 2000 | Socorro              | LINEAR                       |
| 105660 -             | 2000 SG32              | 24 de setembre, 2000 | Socorro              | LINEAR                       |
| 105661 -             | 2000 SO32              | 24 de setembre, 2000 | Socorro              | LINEAR                       |
| 105662 -             | 2000 SN36              | 24 de setembre, 2000 | Socorro              | LINEAR                       |
| 105663 -             | 2000 SZ36              | 24 de setembre, 2000 | Socorro              | LINEAR                       |
| 105664 -             | 2000 SL37              | 24 de setembre, 2000 | Socorro              | LINEAR                       |
| 105665 -             | 2000 SQ37              | 24 de setembre, 2000 | Socorro              | LINEAR                       |
| 105666 -             | 2000 SS37              | 24 de setembre, 2000 | Socorro              | LINEAR                       |
| 105667 -             | 2000 SO38              | 24 de setembre, 2000 | Socorro              | LINEAR                       |
| 105668 -             | 2000 SW38              | 24 de setembre, 2000 | Socorro              | LINEAR                       |
| 105669 -             | 2000 SW39              | 24 de setembre, 2000 | Socorro              | LINEAR                       |
| 105670 -             | 2000 SK40              | 24 de setembre, 2000 | Socorro              | LINEAR                       |
| 105671 -             | 2000 SM40              | 24 de setembre, 2000 | Socorro              | LINEAR                       |
| 105672 -             | 2000 SX40              | 24 de setembre, 2000 | Socorro              | LINEAR                       |
| 105673 -             | 2000 SL42              | 26 de setembre, 2000 | Višnjan Observatory  | K. Korlević                  |
| 105674 -             | 2000 SQ42              | 25 de setembre, 2000 | Anderson Mesa        | LONEOS                       |
| 105675 Kamiukena     | 2000 ST42              | 26 de setembre, 2000 | Kuma Kogen           | A. Nakamura                  |
| 105676 -             | 2000 SM43              | 23 de setembre, 2000 | Bergisch Gladbach    | W. Bickel                    |
| 105677 -             | 2000 SN43              | 23 de setembre, 2000 | Bergisch Gladbach    | W. Bickel                    |
| 105678 -             | 2000 SM46              | 23 de setembre, 2000 | Socorro              | LINEAR                       |
| 105679 -             | 2000 SO46              | 23 de setembre, 2000 | Socorro              | LINEAR                       |
| 105680 -             | 2000 SP46              | 23 de setembre, 2000 | Socorro              | LINEAR                       |
| 105681 -             | 2000 SR46              | 23 de setembre, 2000 | Socorro              | LINEAR                       |
| 105682 -             | 2000 SD47              | 23 de setembre, 2000 | Socorro              | LINEAR                       |
| 105683 -             | 2000 SF48              | 23 de setembre, 2000 | Socorro              | LINEAR                       |
| 105684 -             | 2000 SV48              | 23 de setembre, 2000 | Socorro              | LINEAR                       |
| 105685 -             | 2000 SC51              | 23 de setembre, 2000 | Socorro              | LINEAR                       |
| 105686 -             | 2000 SG52              | 23 de setembre, 2000 | Socorro              | LINEAR                       |
| 105687 -             | 2000 SS55              | 24 de setembre, 2000 | Socorro              | LINEAR                       |
| 105688 -             | 2000 SG57              | 24 de setembre, 2000 | Socorro              | LINEAR                       |
| 105689 -             | 2000 SX57              | 24 de setembre, 2000 | Socorro              | LINEAR                       |
| 105690 -             | 2000 SA58              | 24 de setembre, 2000 | Socorro              | LINEAR                       |
| 105691 -             | 2000 SK60              | 24 de setembre, 2000 | Socorro              | LINEAR                       |
| 105692 -             | 2000 SL62              | 24 de setembre, 2000 | Socorro              | LINEAR                       |
| 105693 -             | 2000 SU62              | 24 de setembre, 2000 | Socorro              | LINEAR                       |
| 105694 -             | 2000 SV62              | 24 de setembre, 2000 | Socorro              | LINEAR                       |
| 105695 -             | 2000 SC63              | 24 de setembre, 2000 | Socorro              | LINEAR                       |
| 105696 -             | 2000 SJ63              | 24 de setembre, 2000 | Socorro              | LINEAR                       |
| 105697 -             | 2000 SV64              | 24 de setembre, 2000 | Socorro              | LINEAR                       |
| 105698 -             | 2000 SX64              | 24 de setembre, 2000 | Socorro              | LINEAR                       |
| 105699 -             | 2000 SH66              | 24 de setembre, 2000 | Socorro              | LINEAR                       |
| 105700 -             | 2000 SK67              | 24 de setembre, 2000 | Socorro              | LINEAR                       |